# Jelena Sokolova (verspringster)
Jelena Aleksandrovna Sokolova (Russisch: Елена Александровна Соколова) (Belgorod, 23 juli 1986) is een Russische atlete, die is gespecialiseerd in het verspringen. Ze vertegenwoordigde haar vaderland eenmaal op de Olympische Spelen.

## Carrière
Bij haar internationale debuut, op de Europese indoorkampioenschappen van 2007 in Birmingham, eindigde Sokolova op de vijfde plaats. Datzelfde jaar won de Russin een bronzen medaille op de Europese kampioenschappen onder 23 in Debrecen en een zilveren medaille op de universiade in Bangkok. Tijdens de EK indoor van 2009 in Turijn sleepte Sokolova de zilveren medaille in de wacht. Op de wereldkampioenschappen van 2009 in Berlijn strandde ze in de kwalificaties.
In Istanboel nam de Russin in 2012 deel aan de wereldindoorkampioenschappen; op dit toernooi werd ze uitgeschakeld in de kwalificaties. Op 4 juli 2012 sprong ze in Tsjeboksary naar 7,06 m, haar eerste sprong over de 7 meter. Tijdens de Olympische Spelen van 2012 in Londen veroverde Sokolova de zilveren medaille, in de finale verbeterde ze haar persoonlijk record met 1 cm tot 7,07. Aan het eind van het seizoen 2012 legde de Russin beslag op de eindzege in de Diamond League, nadat ze vier van de zeven wedstrijden in deze serie had gewonnen.

## Persoonlijke records
Outdoor
| Onderdeel   | Afstand | Datum           | Plaats |
| ----------- | ------- | --------------- | ------ |
| verspringen | 7,07 m  | 8 augustus 2012 | Londen |

Indoor
| Onderdeel   | Afstand | Datum            | Plaats |
| ----------- | ------- | ---------------- | ------ |
| verspringen | 6,88 m  | 23 februari 2012 | Moskou |

## Palmares

### verspringen
Kampioenschappen
- 2007: 5e EK indoor - 6,53 m
- 2007:  EK U23 - 6,64 m
- 2007:  Universiade - 6,61 m
- 2009:  EK indoor - 6,84 m
- 2009: 13e WK - 6,51 m
- 2012: 10e WK indoor - 6,58 m
- 2012:  OS - 7,07 m

Diamond League zeges
- 2012:  Eindzege Diamond League
- 2012: Meeting Areva - 6,70 m
- 2012: DN Galan - 6,82 m
- 2012: Athletissima - 6,89 m
- 2012: Weltklasse Zürich - 6,92 m